# الاتحاد الليبي لكرة السلة
الاتحاد الليبي لكرة السلة هو الاتحاد المسؤول عن إدارة نشاط كرة السلة في ليبيا. تأسس في عام 1962 وانضم إلى الاتحاد الدولي لكرة السلة في 1963، وللاتحاد الإفريقي في 14 يونيو 1961، بينما انضم للاتحاد العربي في 15 مايو 1974، ولاتحاد المغرب العربي لكرة السلة في 31 مارس 2012.
يضم الاتحاد في عضويته 18 ناديًا، ويرأسه فؤاد برغش منذ 4 يونيو 2021، بعد انتخابه لفترة رئاسية ثانية.

## المسابقات التي ينظمها الاتحاد
- الدوري الليبي الممتاز لكرة السلة
- دوري الدرجة الثانية الليبي لكرة السلة
- كأس ليبيا لكرة السلة
- كأس السوبر الليبي لكرة السلة
- بطولات كرة السلة للفئات السنية الصغرى (الأواسط والسواعد والأشبال والبراعم)

### فهرس المراجع
فهرس المنشورات العربية
1. ↑  جرناز (2021)، ص. 60.
2. ↑  جرناز (2021)، ص. 75.

فهرس مواقع الويب باللغة العربية
1. ↑  "إنتخاب رئيس الاتحاد الليبي لكرة السلة الحالي الدكتور "فؤاد برغش" لفترة رئاسية ثانية ". وكالة الأنباء الليبية. 4 يونيو 2021. مؤرشف من الأصل في 2023-07-24. اطلع عليه بتاريخ 2023-07-24.

### معلومات المراجع المُفصَّلة
الكتب (مرتبة تصاعدياً حسب تاريخ النشر)
العربية:
- علي جرناز (2021). مسيرة كرة السلة الليبية (1938–2017) (ط. 1). طرابلس. ISBN:978-9959-9502-7-7. QID:Q120793587.{{استشهاد بكتاب}}:  صيانة الاستشهاد: مكان بدون ناشر (link)